# Грачов Сергій Валерійович
Сергі́й Вале́рійович Грачо́в (1973-2014) — рядовий міліції, учасник російсько-української війни, учасник російсько-української війни.

## Життєпис
Сергій Грачов народився 1973 року у м. Кам'янка-Бузька Львівської області. Закінчив кам'янка-бузьку ЗОШ №1; 1991 року  -  Вище професійне училище № 71 м. Кам'янка-Бузька, здобув професію «Тракторист — машиніст широкого профілю, слюсар- ремонтник, водій автомобілів категорії „В“, „С“».
Учасник Євромайдану. В часі війни — рядовий міліції, батальйон патрульної служби міліції особливого призначення «Дніпро-1». Позивний «Ювелір».
У боях був двічі поранений, приїздив додому у відпустку. 14 вересня 2014 року загинув у бою з російською диверсійною групою біля села Піски. Того дня бійці батальйону разом із танкістами 93-ї бригади виїхали від блокпоста й потрапили під обстріл, терористи вели вогонь з чотирьох сторін.
Похований 17 вересня 2014-го в місті Кам'янка-Бузька, Львівська область. 
Вдома лишилися мама, дружина,  син 1995 р.н., донька 1998 р.н.; молодший син (2007 р.н.) 2014-го пішов у перший клас.
Нагороду отримала 10 березня 2015 року вдова Сергія.

## Нагороди
За особисту мужність і героїзм, виявлені у захисті державного суверенітету та територіальної цілісності України, вірність військовій присязі нагороджений
- орденом «За мужність» III ступеня (19.12.2014, посмертно)
- 14 вересня 2021 року на фасаді Кам’янко-Бузької ЗОШ № 1 відкрито меморіальну дошку його честі
- Його портрет розміщений на меморіалі «Стіна пам'яті полеглих за Україну» у Києві: секція 4, ряд 6, місце 15
- Вшановується в меморіальному комплексі «Зала пам'яті», в щоденному ранковому церемоніалі 14 вересня[2]